# 張氏 (胡長命妻)
张氏，北魏女性人物，嫁给乐部郎胡长命为妻。
张氏事奉婆婆王氏非常恭谨。太安年间，京师禁酒，张氏因为婆婆年老有病，就私自酿酒，为有司所纠弹。王氏到官府投案：“我年老有病需要酒，在家私酿，是我王氏所为。”张氏说：“婆母年老有病，我张氏主管家事，婆婆不知酿酒，其罪在张氏。”主管官司的人对此存疑，不知怎么办。平原王陸麗上奏皇帝，魏文成帝感义而赦免了她们。